# Stammstrecke der Köln-Mindener Eisenbahn-Gesellschaft

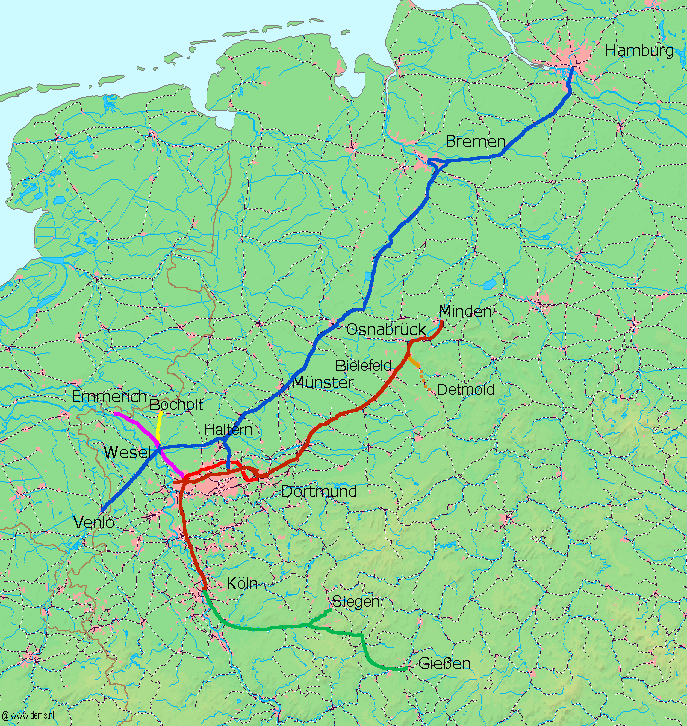
Köln-Mindener Eisenbahn-Gesellschaft (verstaatlicht 1879),

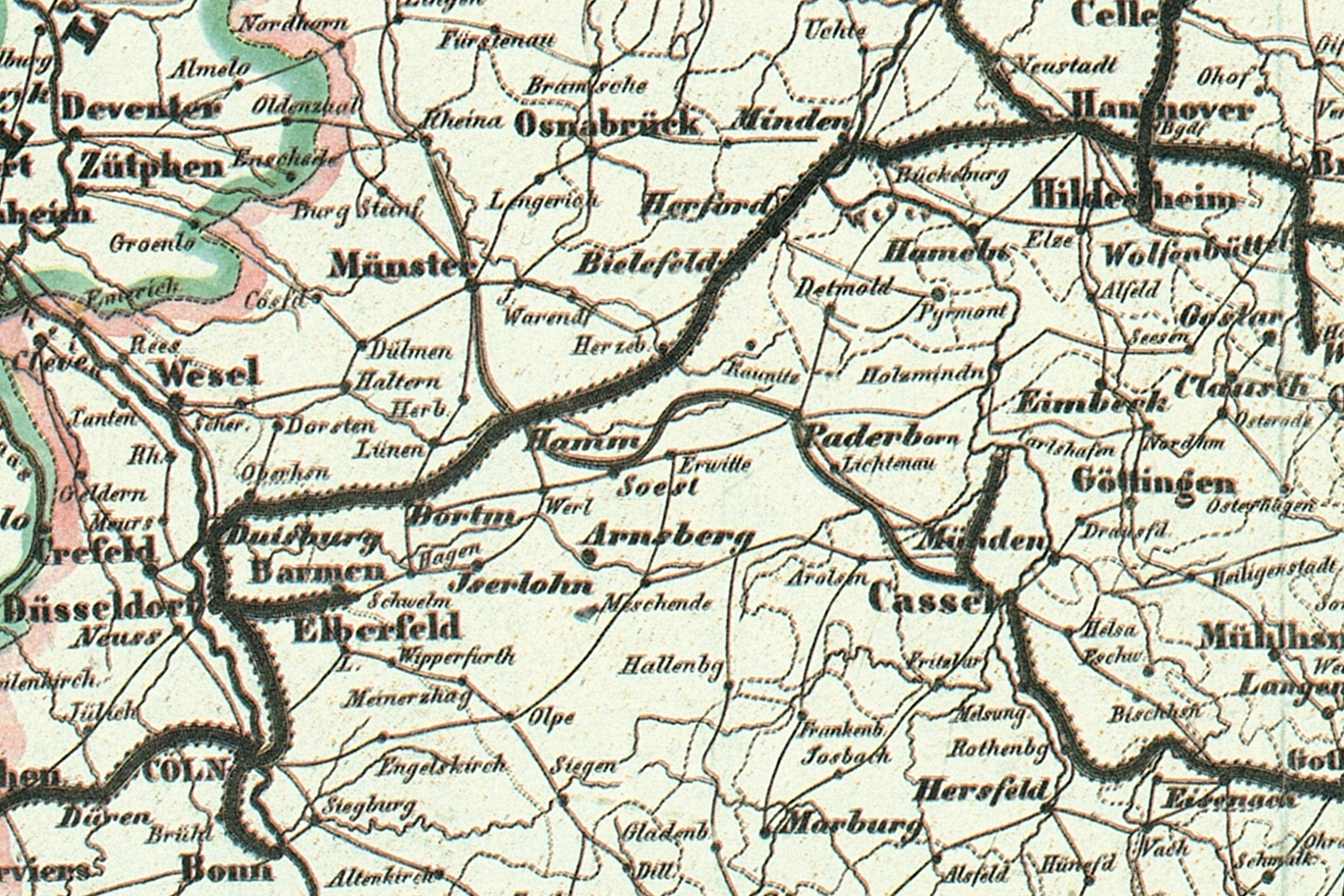
Stammstrecke der Köln-Mindener Eisenbahn-Gesellschaft auf der Bahnkarte Deutschland 1849

Die Stammstrecke der Köln-Mindener Eisenbahn-Gesellschaft (kurz Köln-Mindener Eisenbahn) war die überregionale Eisenbahnstrecke, die der Köln-Mindener Eisenbahn-Gesellschaft (CME) ihren Namen gegeben hatte. 
Die Strecke war in Friedrich Lists 1833 gedrucktem Konzept eines Eisenbahnnetzes für Deutschland westlichster Teil der Bahnlinie von Berlin an den Rhein. Für den Bau einer Bahnstrecke von Köln durchs Ruhrgebiet nach Minden hatte Friedrich Harkort (Unternehmer und Politiker aus dem Ruhrgebiet) schon 1825 geworben.

## Geschichte
Am 18. Dezember 1843 erhielt die CME die Konzession zum Bau einer Eisenbahnstrecke, die die Metropole Köln mit den Städten des rheinisch-westfälischen Industriegebietes verbinden und in Minden den Anschluss an das Streckennetz der Königlich Hannöverschen Staatseisenbahnen herstellen sollte.
Eine Trasse durch das Bergische Land war auf Grund der Kosten für die erforderlichen Kunstbauten und auf Anraten des Aachener Kaufmanns und Bankiers David Hansemann – später kurzfristig auch preußischer Finanzminister – verworfen worden. Stattdessen wurde unter nördlicher Umfahrung des damaligen Bergbaugebietes die billigere Variante von Deutz über Mülheim am Rhein, Düsseldorf, Duisburg, Oberhausen, Altenessen, Gelsenkirchen, Wanne, Herne, Rauxel, Dortmund, Hamm, Oelde, Rheda, Bielefeld und Herford gewählt.
Die erste Teilstrecke von Deutz nach Düsseldorf wurde am 20. Dezember 1845, die zweite bis Duisburg am 9. Februar 1846 eröffnet. Im folgenden Jahr erreichte man am 15. Mai über Dortmund dann Hamm, und am 15. Oktober 1847 war die gesamte 263 Kilometer lange Strecke bis Minden eingleisig fertiggestellt. Die Trasse mit dem Schildescher Viadukt und anderen Kunstbauten war schon für die avisierte Zweigleisigkeit ausgelegt.

### Netzbedeutung 1847/48

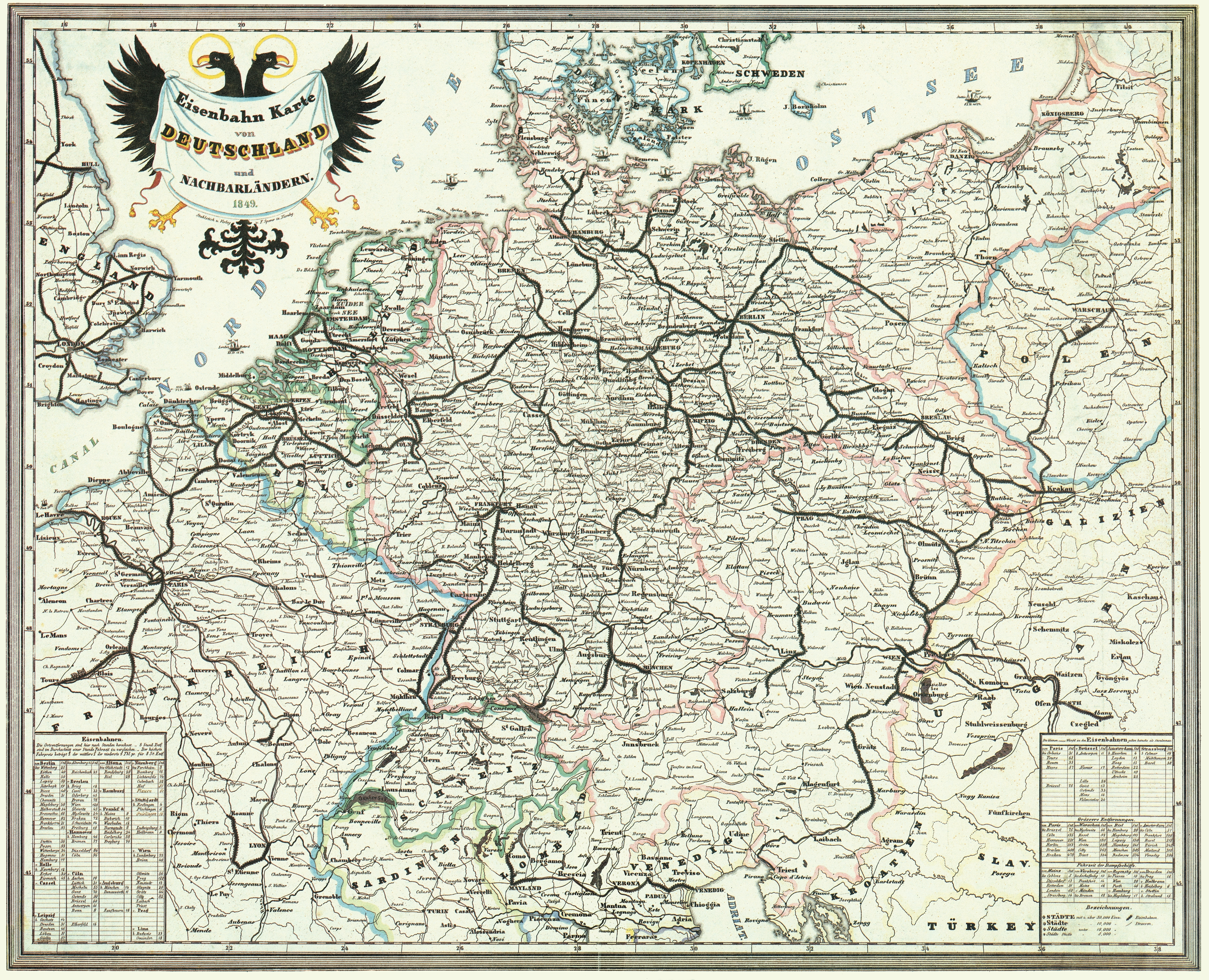
Bahnkarte von Deutschland und Nachbarländern 1849. Dünn dargestellte Strecken waren erst projektiert oder in Bau.

Am selben Tag eröffneten die Königlich Hannöverschen Staatseisenbahnen die Bahnstrecke Hannover–Minden. Am 1. September des Jahres war in Görlitz die Sächsisch-Schlesische Eisenbahn mit einem Zweig der  Niederschlesisch-Märkischen Eisenbahn (NME) verbunden worden. Am 18. Oktober erreichte die Oberschlesische Eisenbahn den Grenzbahnhof Myslowitz (Mysłowice), Endpunkt der am 13. Oktober eröffneten  Krakau-Oberschlesischen Eisenbahn. Diese Eröffnung mehrerer hundert Kilometer Bahnstrecken im September/Oktober 1847 schuf zusammen mit anderen, wenige Jahre vorher in Betrieb genommenen Bahnstrecken eine durchgehende Schienenverbindung vom Rhein über Braunschweig, Oschersleben, Magdeburg, Dresden und Breslau bis an die Weichsel. Die Strecken von Berlin nach Magdeburg und nach Breslau waren schon ein Jahr früher zu befahren, aber vor 1851 gab es noch kein Verbindungsgleis zwischen den verschiedenen Berliner Bahnhöfen. Am 1. April 1848 wurde an der Krakau-Oberschlesischen Eisenbahn der südliche Endbahnhof der Warschau-Wiener Eisenbahn eröffnet, am 1. September bekam die Oberschlesische Bahn über die oberschlesische Wilhelmsbahn in Oderberg (Bohumín) Anschluss an die von Wien her gebaute Kaiser-Ferdinands-Nordbahn.

### Eisenbahnunfall von Avenwedde
Am 21. Januar 1851 entgleiste ein Zug von Minden ins Rheinland in der Gemarkung des heutigen Gütersloh-Avenwedde. Drei Todesopfer waren die Folge. Es war der bis dahin schwerste Eisenbahnunfall in Deutschland. In dem Zug reiste auch Prinz Friedrich Wilhelm von Preußen, der spätere Kaiser Friedrich III., der aber nur leicht verletzt wurde. Als Dank für seine Rettung bei dem Eisenbahnunglück stiftete er 1860 den Zinkdruckguss eines Taufengels von Bertel Thorvaldsen für die Martin-Luther-Kirche in Gütersloh.

## Verlauf
In der heutigen Zeit hat die Stammstrecke ihre Bedeutung Hauptstrecke nicht mehr in ganzer Länge. So verläuft der Schienenpersonenfernverkehr heute nicht mehr über die im Norden des Ruhrgebietes gelegene Stammstrecke, sondern über die zentralere Bahnstrecke Dortmund–Bochum–Essen–Duisburg der ehemaligen Bergisch-Märkischen Eisenbahn-Gesellschaft.
Aufgrund der unterschiedlichen Bedeutung der verschiedenen Abschnitte der Stammstrecke wird der genaue Verlauf mit allen Betriebsstellen in folgenden vier Lemmata beschrieben (heutige Bedeutung gemessen an der Anzahl der verkehrenden Züge):
- Bahnstrecke Köln–Duisburg (extrem hoch)
- Bahnstrecke Duisburg–Dortmund (Duisburg – Oberhausen und Gelsenkirchen – Wanne-Eickel: mittel, ansonsten niedrig)
- Bahnstrecke Dortmund–Hamm (hoch)
- Bahnstrecke Hamm–Minden (sehr hoch)